# محمد بن عبد الله التمرتاشي
محمد بن عبد الله التمرتاشي (939 - 1004 هـ / 1532 - 1596 م) هو عالم حنفي، من أهل غزة، مولده ووفاته فيها.
هو محمد بن عبد الله بن أحمد شمس الدين الخطيب التُّمُرْتاشي. وتُمرتاش من قرى بخارى ونسبته إليها.

## اثاره
من كتبه التي ذكرها الزركلي: (تنوير الأبصار) فقه، و(منح الغفار) شرح تنوير الأبصار، و(إعانة الحقير) فقه، و(مواهب المنان) فقه، و(عقد الجواهر النيرات) في فضائل الصحابة العشرة.